# Casa de Hohenberg
La Casa de Hohenberg es una familia noble austriaca y checa que desciende de la condesa Sofía Chotek, quien en 1900 se casó con el archiduque Francisco Fernando de Austria, el presunto heredero al trono del Imperio austrohúngaro. Como su matrimonio era morganático, ninguno de sus hijos estaba en la línea de sucesión al trono austrohúngaro.
El jefe de la casa llevaba el título de duque con el estilo de alteza, mientras que todos los demás miembros recibían los títulos de fürst o fürstin (príncipe o princesa sin relación monárquica) con el estilo de alteza serena. Ninguno de estos títulos existe de iure en la actualidad.

## Historia

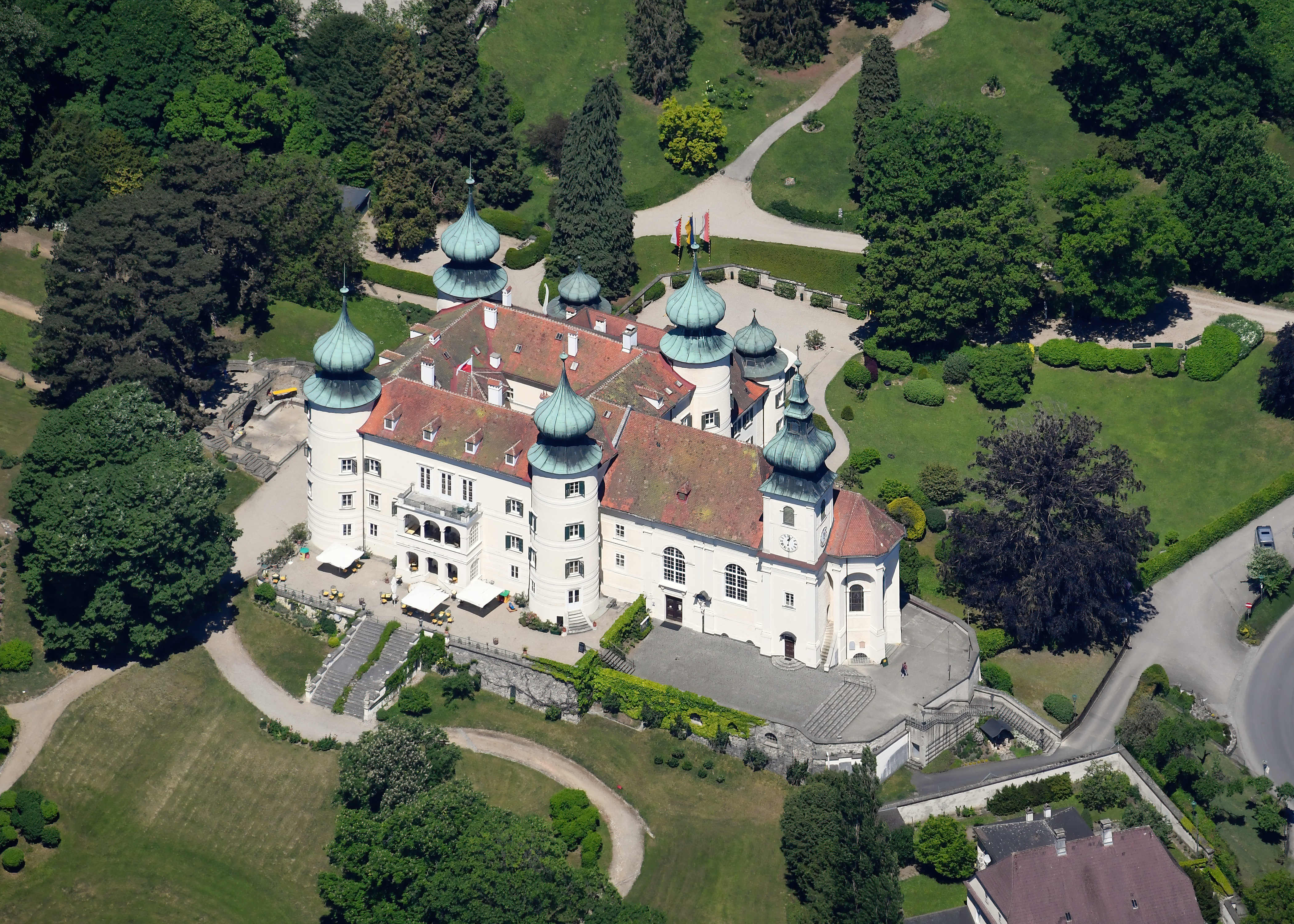
Castillo de Artstetten

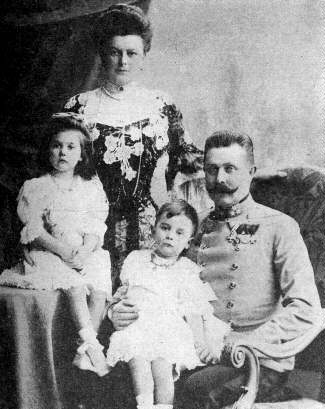
Francisco Fernando de Austria, Sofía de Hohenberg y sus hijos.

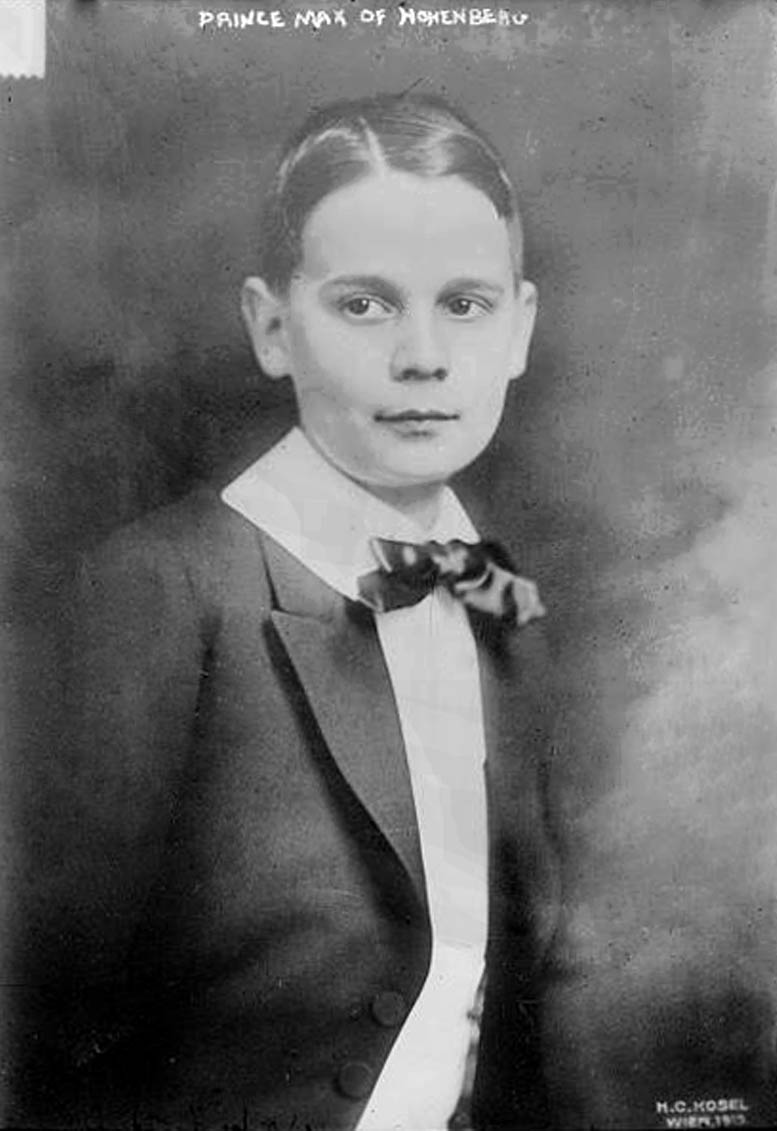
Maximiliano de Hohenberg hacia 1914

La Casa de Hohenberg fue establecida por decreto imperial del emperador Francisco José I de Austria cuando, tras el matrimonio de la pareja en 1900, otorgó a su a la esposa de Francisco Fernando, Sofía, el título de princesa de Hohenberg (Fürstin von Hohenberg) por derecho propio, con el tratamiento de «Su gracia principesca» (Fürstliche Gnaden), también otorgado a sus descendientes a la hora de nacer, con carácter hereditario. En 1905, el emperador concedió a Sofía y sus descendientes el tratamiento superior de «Su alteza serenísima» (Durchlaucht).  
En 1909, el emperador elevó a Sofía al título más alto duquesa de Hohenberg (Herzogin von Hohenberg) con el tratamiento superior de «Alteza» (Hoheit) y, por ende, cambió la corona de príncipe en su escudo de armas por una de duque. Este cambió de categoría no afectaba a sus hijos (otorgado ad personam), por lo que expiró con el atentado de Sarajevo de 1914 que acabaría con la vida de la duquesa y su esposo.
En 1917, el emperador Carlos de Austria concedió al hijo mayor de Francisco Fernando y Sofía el título de duque con el tratamiento de «Alteza». Los demás miembros de la familia conservaron el título de príncipe o princesa con el tratamiento menor de «Serena alteza». Así, Maximiliano se convirtió en el primer duque de Hohenberg, siendo el ducado hereditario según primogenitura en la línea masculina. Tras el colapso de la monarquía dual, la nobleza austríaca, junto con los títulos hereditarios y los predicados nobiliarios en sus apellidos (como von o zu), fueron abolidos por ley en 1919. 
En 1938, varios miembros de la familia que se oponían a Adolf Hitler fueron arrestados por los nazis y enviados al campo de concentración de Dachau, entre ellos Maximiliano y su hermano Ernst. Otro exjefe de familia, Georg, fue embajador de Austria ante la Santa Sede durante parte del papado de Juan Pablo II. También fue un caballero de la orden del toisón de Oro.
Más allá de la Casa de Habsburgo-Lorena, los miembros de la familia Hohenberg también están emparentados por matrimonio con otras dinastías europeas, incluyendo familia gran ducal luxemburguesa y la Casa de Liechtenstein. También descienden del rey Jorge II de Gran Bretaña a través de su hija Ana de Hannover, y por lo tanto están remotamente relacionados con la familia real británica.

## Residencias

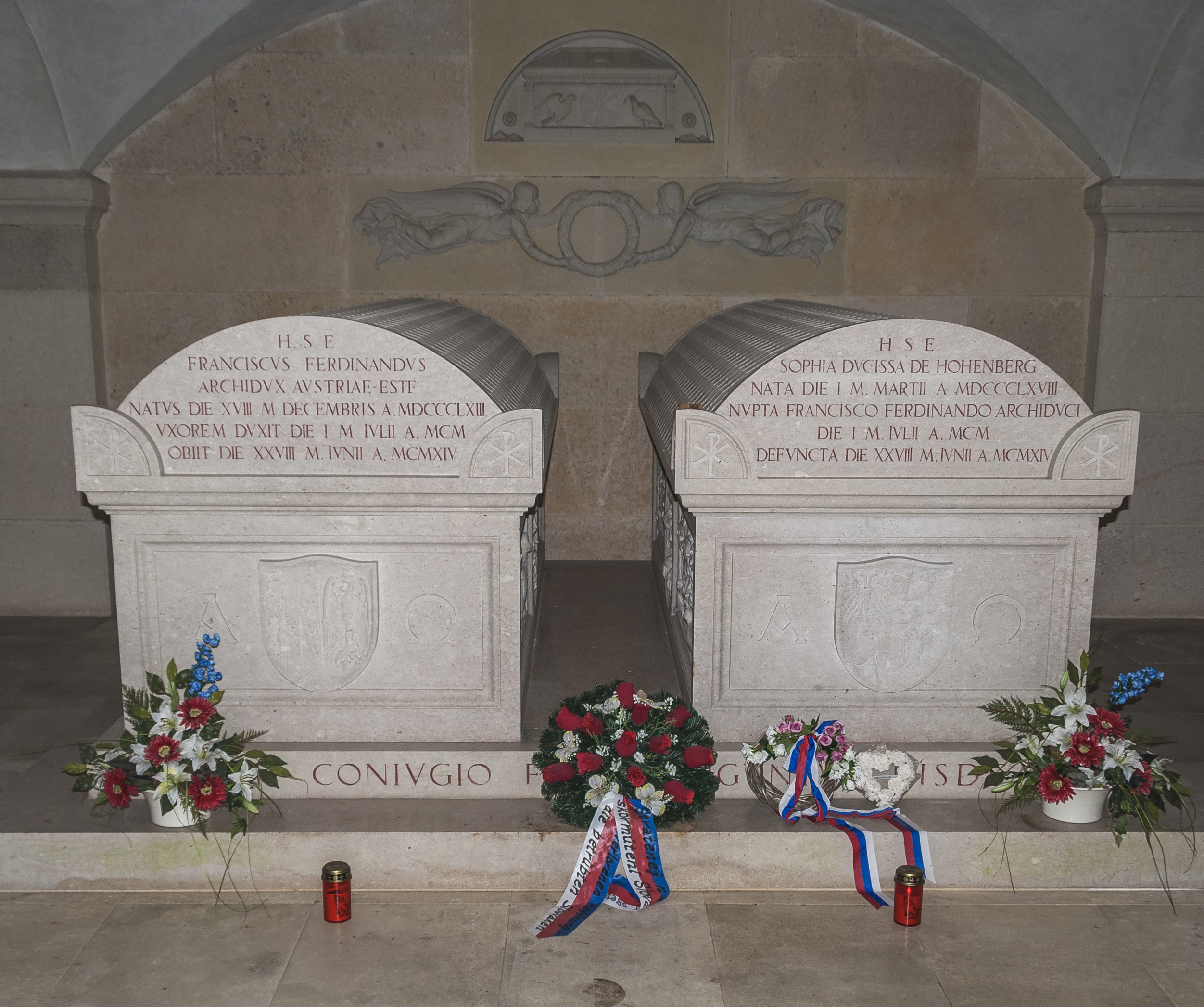
Cripta donde se encuentran los cadáveres de Francisco Fernando y Sofía

La familia Hohenberg sigue siendo propietaria del castillo de Artstetten en la Baja Austria (en su posesión desde 1962), algunas de cuyas partes están abiertas al público. Entre las antiguas residencias de la familia se incluye también el castillo de Konopiště en Bohemia (actualmente la República Checa).
El castillo de Artstetten fue elegido como tema de una moneda conmemorativa austriaca de 10 euros, acuñada el 13 de octubre de 2004, en cuyo el reverso se muestra la entrada a la cripta de la familia Hohenberg. A la izquierda hay dos retratos del archiduque Francisco Fernando y su esposa Sofía, la duquesa de Hohenberg.

## Duques y duquesas de Hohenberg
- Sofía, 1.ª duquesa de Hohenberg (tuvo descendencia).
- Maximiliano (1902-1962), 1.er duque de Hohenberg, hijo de Sofía (tuvo descendencia).
- Francisco (1927-1977), 2.º duque de Hohenberg, hijo mayor de Maximiliano (no tuvo descendencia).
- Jorge (1929-2019), 3.er duque de Hohenberg, segundo hijo de Maximiliano (tuvo descendencia).
- Nicolás (1961-presente), 4.º duque de Hohenberg, hijo de Jorge (tuvo descendencia).

## Escudos de armas
Los distintitos escudos de armas de la dinastía han sido:

Escudo del ducado y familia Hohenberg
Escudo de armas de Sofía en 1909
Escudo de los Hohenberg hasta 1909
Escudo del Ducado y familia Hohenberg